# Manfred Alexander

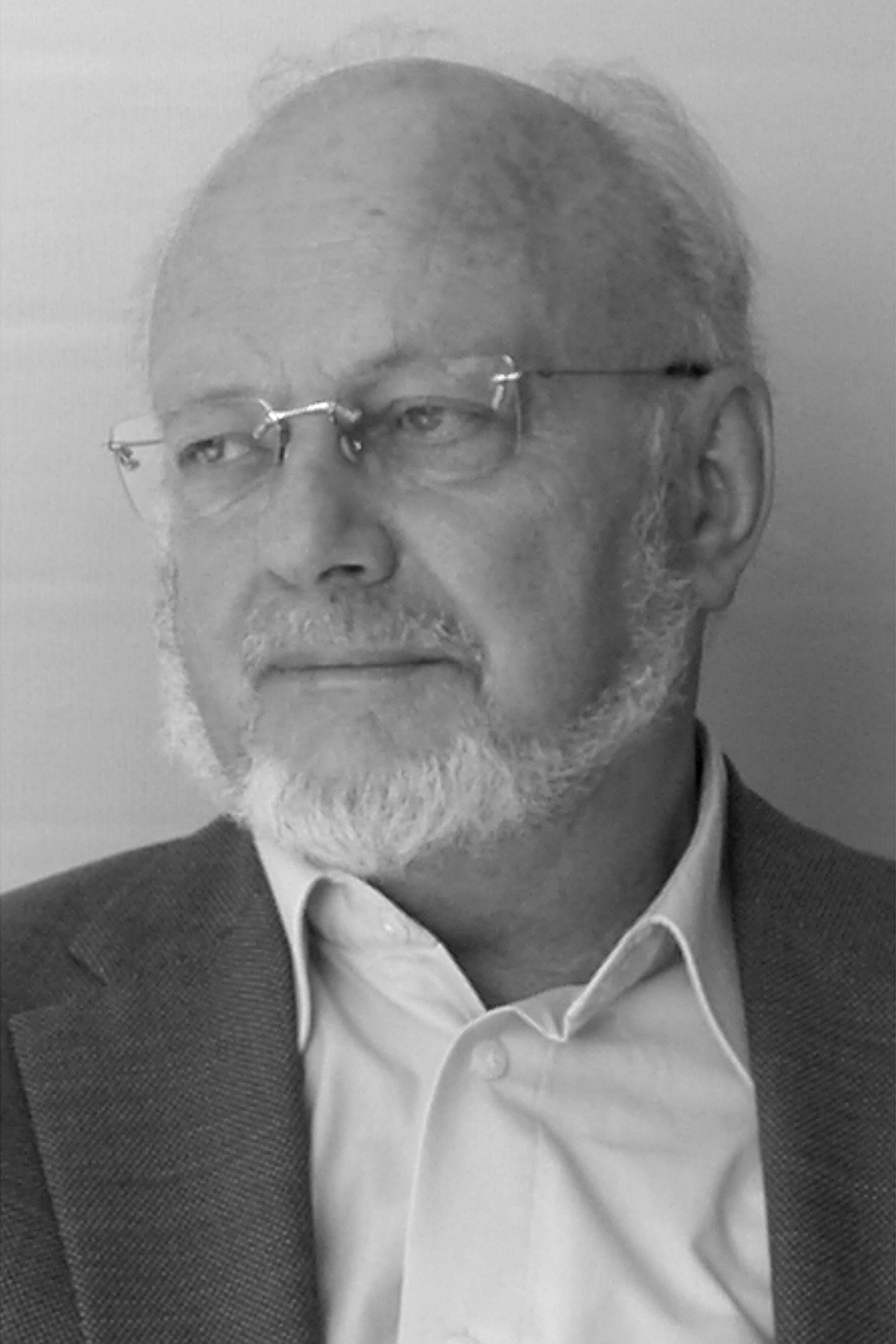
Manfred Alexander

Manfred Alexander (* 10. Oktober 1939 in Paderborn) ist ein deutscher Historiker.

## Leben und Forschung
Nach einem Studium der Geschichte, Germanistik, vergleichenden Sprachwissenschaft und Philosophie promovierte Manfred Alexander 1968 mit einer Arbeit über den deutsch-tschechoslowakischen Schiedsvertrag im Rahmen der Locarno-Verträge an der Universität zu Köln. Von 1967 bis 1971 war er am Ostkolleg der Bundeszentrale für politische Bildung in Köln beschäftigt. Zwischen 1971 und 1976 war er als wissenschaftlicher Assistent am Seminar für Osteuropäische Geschichte der Universität zu Köln tätig. 1976 habilitierte er sich in Köln. Er war von 1983 bis 2005 Professor für osteuropäische Geschichte an der Universität zu Köln.
Zu seinen Forschungsschwerpunkten gehören die Geschichte Russlands, Polens, der Böhmischen Länder bzw. der Tschechoslowakei.
Er ist deutscher Vorsitzender der deutsch-tschechischen Schulbuchkommission.

## Monographien
- Der Deutsch-Tschechoslowakische Schiedsvertrag von 1925 im Rahmen der Locarno-Verträge (ISSN 0530-9794). R. Oldenbourg, München/Wien 1970 (= Veröffentlichungen des Collegium Carolinum. Band 24, zugleich Dissertation an der Universität Köln 1968).
- Der Petraševskij-Prozeß. Eine „Verschwörung der Ideen“ und ihre Verfolgung im Rußland von Nikolaus I. Steiner, Wiesbaden 1979, ISBN 3-515-02797-1 (= Quellen und Studien zur Geschichte des östlichen Europa. Band 12, zugleich Habilitationsschrift an der  Universität Köln 1976).
- Kleine Geschichte Polens. Reclam, Stuttgart 2003, ISBN 3-15-010522-6 (Aktualisierte und erweiterte Ausgabe. (= Reclams Universal-Bibliothek 17060). ebenda 2008, ISBN 978-3-15-017060-1).
- Kleine Geschichte der böhmischen Länder, Reclam 2009, ISBN 978-3-15-010655-6.
- mit Günther Stökl: Russische Geschichte. Von den Anfängen bis zur Gegenwart (= Kröners Taschenausgabe. Band 244). 7., vollständig überarbeitete und aktualisierte Auflage. Kröner, Stuttgart 2009, ISBN 978-3-520-24407-9.

## Herausgeberschaften
- Deutsche Gesandtschaftsberichte aus Prag. Innenpolitik und Minderheitenprobleme in der Ersten Tschechoslowakischen Republik. Band 1: Von der Staatsgründung bis zum ersten Kabinett Beneš 1918–1921. Berichte des Generalkonsuls von Gebsattel, des Konsuls König und des Gesandten Professor Saenger (= Veröffentlichungen des Collegium Carolinum. Bd. 49, 1). Oldenbourg, München 1983, ISBN 3-486-51571-3.
- Deutsche Gesandtschaftsberichte aus Prag. Innenpolitik und Minderheitenprobleme in der Ersten Tschechoslowakischen Republik. Band 2: Vom Kabinett Beneš bis zur ersten übernationalen Regierung unter Švehla 1921–1926. Berichte des Gesandten Dr. Walter Koch (= Veröffentlichungen des Collegium Carolinum. Bd. 49, 2). Oldenbourg, München 2004, ISBN 3-486-55922-2.
- Quellen zu den Deutsch-Tschechischen Beziehungen 1848 bis heute (= Quellen zu den Beziehungen Deutschlands zu seinen Nachbarn im 19. und 20. Jahrhundert. Bd. 12). Wissenschaftliche Buchgesellschaft, Darmstadt 2005, ISBN 3-534-13885-6.
- Deutsche Gesandtschaftsberichte aus Prag. Innenpolitik und Minderheitenprobleme in der Ersten Tschechoslowakischen Republik. Band 3: Von der Regierung unter Švehla bis zum Vorabend der nationalsozialistischen Machtergreifung in Deutschland 1926–1932. Berichte des Gesandten Dr. Walter Koch (= Veröffentlichungen des Collegium Carolinum. Bd. 49, 3). Oldenbourg, München 2009, ISBN 978-3-486-55923-1.